# فرانسین برژی
فرانسین برژی (فرانسوی: Francine Bergé‎؛ زادهٔ ۲۱ ژوئیهٔ ۱۹۳۸) بازیگر اهل فرانسه است.
از فیلم‌هایی که وی در آنها نقش داشته‌است می‌توان به آقای کلاین، بنجامین، رودخانه‌های سرخ، راهبه، یک داستان ساده، دایره عشق و پزشک اشاره کرد.